# Diócesis de Gikongoro
La diócesis de Gikongoro (en latín: Dioecesis Ghikongoroënsis, en kiñaruanda: Diyosezi Gatolika ya Gikongoro) es una circunscripción eclesiástica de la Iglesia católica en Ruanda. Se trata de una diócesis latina, sufragánea de la arquidiócesis de Kigali. Desde el 26 de noviembre de 2014 su obispo es Célestin Hazikimana.

## Territorio y organización
La diócesis tiene 2057 km² y extiende su jurisdicción sobre los fieles católicos de rito latino residentes en los distritos de Nyamagabe y Nyaruguru de la provincia Sur.
La sede de la diócesis se encuentra en la ciudad de Gikongoro, en donde se halla la Catedral de la Sagrada Familia.
En 2021 en la diócesis existían 17 parroquias.

## Historia
La diócesis fue erigida el 30 de marzo de 1992 con la bula Tantis quidem del papa Juan Pablo II, obteniendo el territorio de la diócesis de Butare.
El 29 de junio de 2001 la Santa Sede hizo pública la noticia de que el obispo Agustín Misago había dado su aprobación definitiva al reconocimiento y consiguiente devoción de las apariciones de Kibeho, que datan del período comprendido entre 1981 y 1989.

## Estadísticas
Según el Anuario Pontificio 2022 la diócesis tenía a fines de 2021 un total de 237 780 fieles bautizados.
| Año                                                                             | Población            | Población | Población      | Sacerdotes | Sacerdotes    | Sacerdotes    | Bautizados por sacerdote | Diáconos permanentes | Religiosos | Religiosos | Parroquias |
| Año                                                                             | Bautizados católicos | Total     | % de católicos | Total      | Clero secular | Clero regular | Bautizados por sacerdote | Diáconos permanentes | Varones    | Mujeres    | Parroquias |
| ------------------------------------------------------------------------------- | -------------------- | --------- | -------------- | ---------- | ------------- | ------------- | ------------------------ | -------------------- | ---------- | ---------- | ---------- |
| 1999                                                                            | 152 744              | 465 174   | 32.8           | 15         | 10            | 5             | 10 182                   |                      | 5          | 31         | 9          |
| 2000                                                                            | 186 118              | 546 227   | 34.1           | 20         | 15            | 5             | 9305                     |                      | 5          | 21         | 9          |
| 2001                                                                            | 163 888              | 469 260   | 34.9           | 18         | 13            | 5             | 9104                     |                      | 5          | 33         | 9          |
| 2002                                                                            | 215 503              | 501 043   | 43.0           | 18         | 13            | 5             | 11 972                   |                      | 5          | 31         | 10         |
| 2003                                                                            | 222 704              | 523 424   | 42.5           | 19         | 16            | 3             | 11 721                   |                      | 3          | 36         | 10         |
| 2004                                                                            | 228 991              | 537 580   | 42.6           | 22         | 17            | 5             | 10 408                   |                      | 5          | 36         | 10         |
| 2006                                                                            | 249 889              | 570 000   | 43.8           | 23         | 16            | 7             | 10 864                   |                      | 7          | 39         | 10         |
| 2013                                                                            | 293 000              | 666 000   | 44.0           | 37         | 32            | 5             | 7918                     |                      | 6          | 81         | 13         |
| 2016                                                                            | 319 000              | 725 000   | 44.0           | 41         | 33            | 8             | 7780                     |                      | 9          | 77         | 12         |
| 2019                                                                            | 342 380              | 778 150   | 44.0           | 48         | 40            | 8             | 7132                     |                      | 8          | 85         | 15         |
| 2021                                                                            | 237 780              | 612 148   | 38.8           | 50         | 45            | 5             | 4755                     |                      | 13         | 109        | 17         |
| Fuente: Catholic-Hierarchy, que a su vez toma los datos del Anuario Pontificio. |                      |           |                |            |               |               |                          |                      |            |            |            |

## Episcopologio
- Augustin Misago † (30 de marzo de 1992-12 de marzo de 2012 falleció)
  - Philippe Rukamba (28 de mayo de 2012-26 de noviembre de 2014) (administrador apostólico)
- Célestin Hazikimana, desde el 26 de noviembre de 2014